# زیست‌بوم

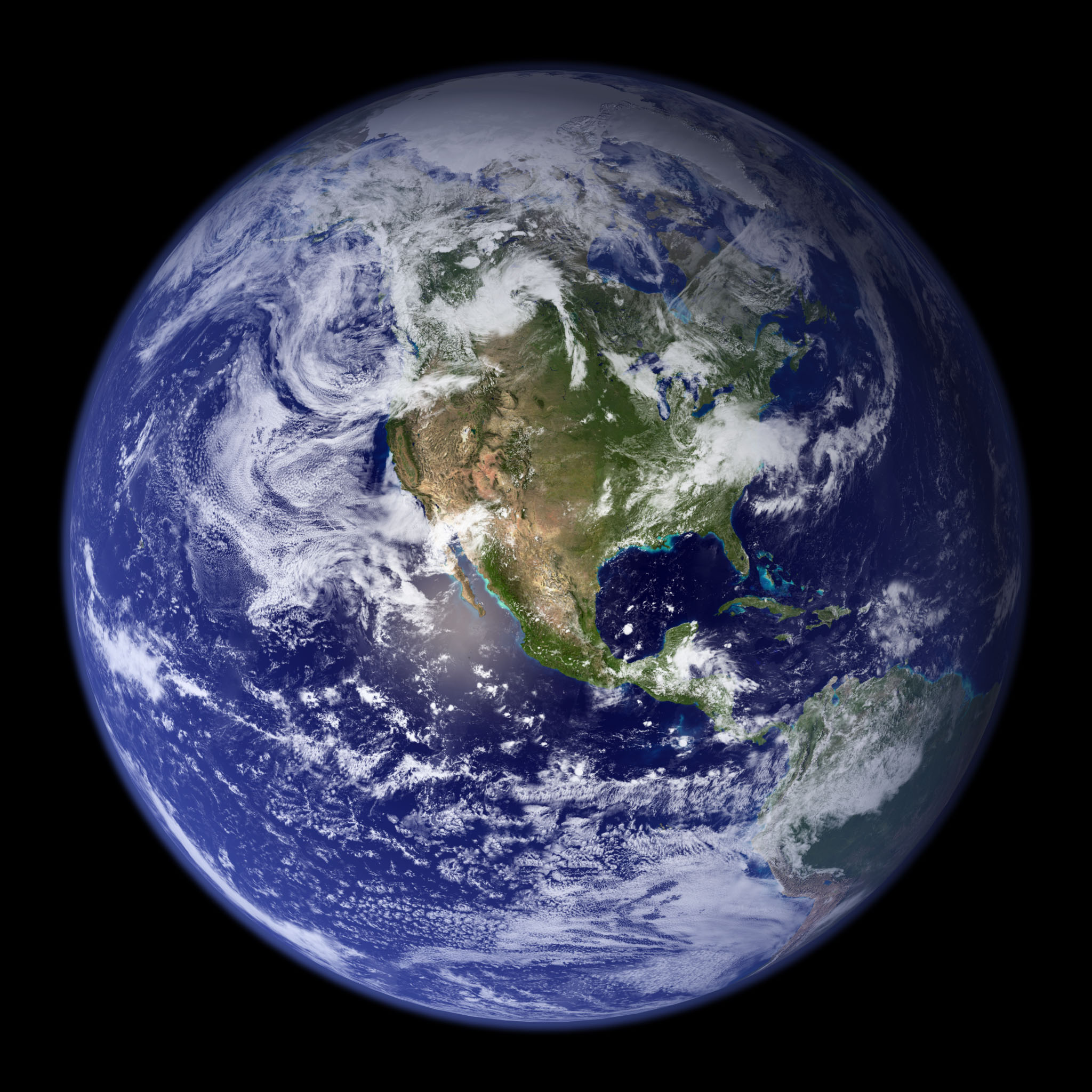
زمین

زیست‌بوم، زی‌بوم یا زیمان (به انگلیسی: Biome) به مناطق زندگی تمام گیاهان، جانوران و سایر موجودات با شرایط طبیعی محیط در یک منطقه ویژه گفته می‌شود. یک زیمان با انواع حیات جانوری مشخص با توجه به موقعیت، شرایط آب وهوایی، عرض جغرافیایی و ارتفاع تعیین می‌شود.
یک زیست‌بوم از اکوسیستم‌های زیادی با جمعیت اندکی از جانداران زنده به همراه شرایط محیط زندگی‌شان (قسمت‌های طبیعی مؤثر در آنها) ساخته شده است. در حالی که مرزهای یک زیمان به وسیلهٔ آب‌وهوا تعیین شده مرزهای جمعیتی یک اکوسیستم با ویژگی‌های طبیعی مانند: رشته کوه‌ها یا دیواره بالائی رودخانه‌ها از همدیگر جدا هستند. یک اکوسیستم با زیمان ویژه به داشتن اشکال رشد همانند گیاهان و جانوران با عادت غذایی مشابه گرایش دارد.

## انواع
زیست‌بوم‌های اصلی کره زمین شامل: جنگل‌های بارانی استوایی، تایگا، توندرا، بیابان، ساوان و بلوط کوتاه قد است. اگر چه بعضی اوقات به صورت اختیاری اصطلاح زیست‌بوم در بارهٔ محیط‌های وابسته به دریا به کار برده شده که بیانگر مناطق زیست دریایی مانند منطقه ساحلی و آب کم عمق، منطقه آبهای آزاد اقیانوس‌های باز و منطقه عمیق کف اقیانوسی است. البته این تقسیم‌بندی‌ها نسبی است و عده‌ای از جغرافی‌دانان زیست‌بوم‌های دیگری را از جمله علفزارهای منطقه معتدله در نظر دارند.

## زیست‌بوم‌های دیگر
نقشه‌های زیست‌بومی هنوز شامل جانوران میکروسکوپی سنگ‌زی (سنگزیان) که درون سنگ‌ها زندگی می‌کنند نمی‌باشند. حیات این‌گونه از جانداران به‌تازگی کشف شده است و هنوز به‌طور کامل در زیست‌بوم‌ها دسته‌بندی نشده‌اند.

### نقشهٔ زیست‌بوم‌ها

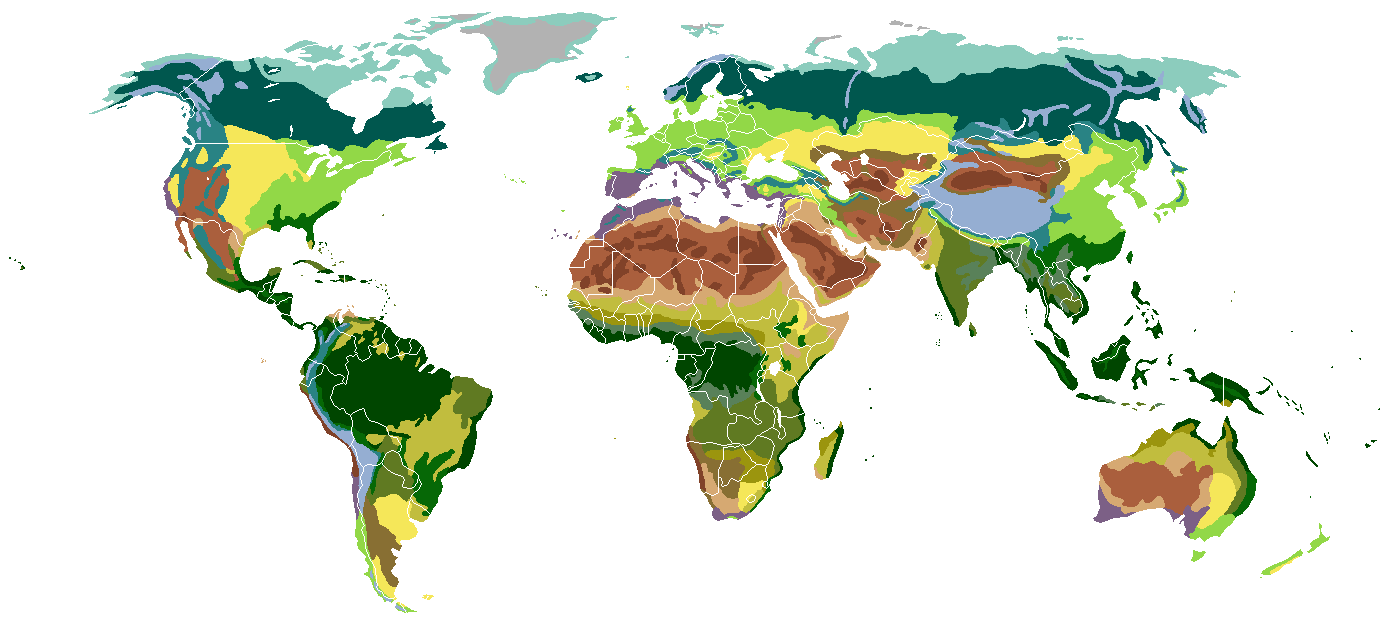

| یخ‌های شناور و بیابان‌های قطبی دشت‌های بی‌درخت پوشیده از گلسنگ نواحی قطبی (توندرا) تایگا جنگل‌های پهن‌برگ معتدل | استپ معتدل جنگل‌های مرطوب نیمه‌گرمسیری پوشش گیاهی مدیترانه‌ای جنگل‌های موسمی | بیابان‌های خشک درختچه‌های بیابانی استپ خشکو بیشه زارها و مراتع مدیترانه ای بیابان‌های نیمه‌خشک | دشت چمنزار بی‌درخت دشت بادرخت جنگل‌های خشک نیمه‌گرمسیری جنگل‌های استوایی | دشت‌های بی‌درخت کوهستانی جنگل‌های کوهستانی |

### زیست‌بوم‌های آب شیرین
مناطق خاکستری رنگ آب‌هایی هستند که به اقیانوس‌ها نمی‌ریزند، به جز این مناطق آب‌های سایر مناطق به رنگ‌های دیگر به اقیانوس‌ها راه دارند.